# 제프 위디

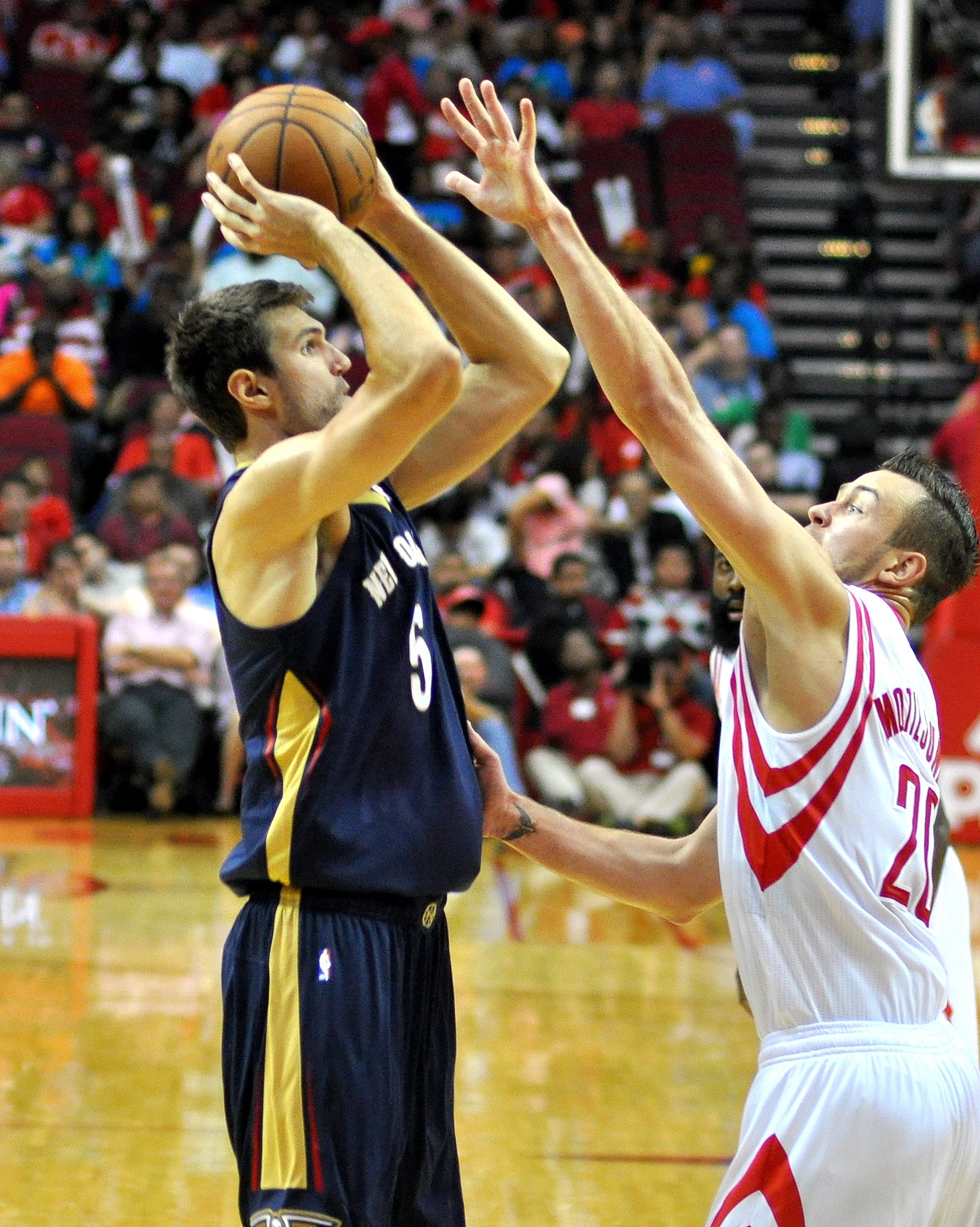

제프 위디(Jeff Withey, 본명: Jeffree David Withey, 1990년 3월 7일 ~ )는 미국 프로 농구 선수이다. 캔자스 대학교에서 대학 농구를 했으며, 그곳에서 슛 블로킹 능력과 수비 능력으로 유명해졌다. 2013년 NBA 드래프트에서 전체 39순위로 포틀랜드 트레일 블레이저스에 지명되었다.

## 대학 경력
- 애리조나 (2008)
- 캔자스(2009~2013)

## 프로 경력
- 뉴올리언스 펠리컨스(2013~2015)
- 유타 재즈(2015~2017)
- 댈러스 매버릭스 (2017)
- 토파스 (2018)
- 라브리오 (2019)
- 이로니 네스 지오나(2019~2020)
- 고양 오리온 오리온스 (2020~2021)
- 빌바오 바스켓 (2021-2023)